# 華江整建住宅
25°02′06″N 121°29′39″E / 25.034940°N 121.494235°E

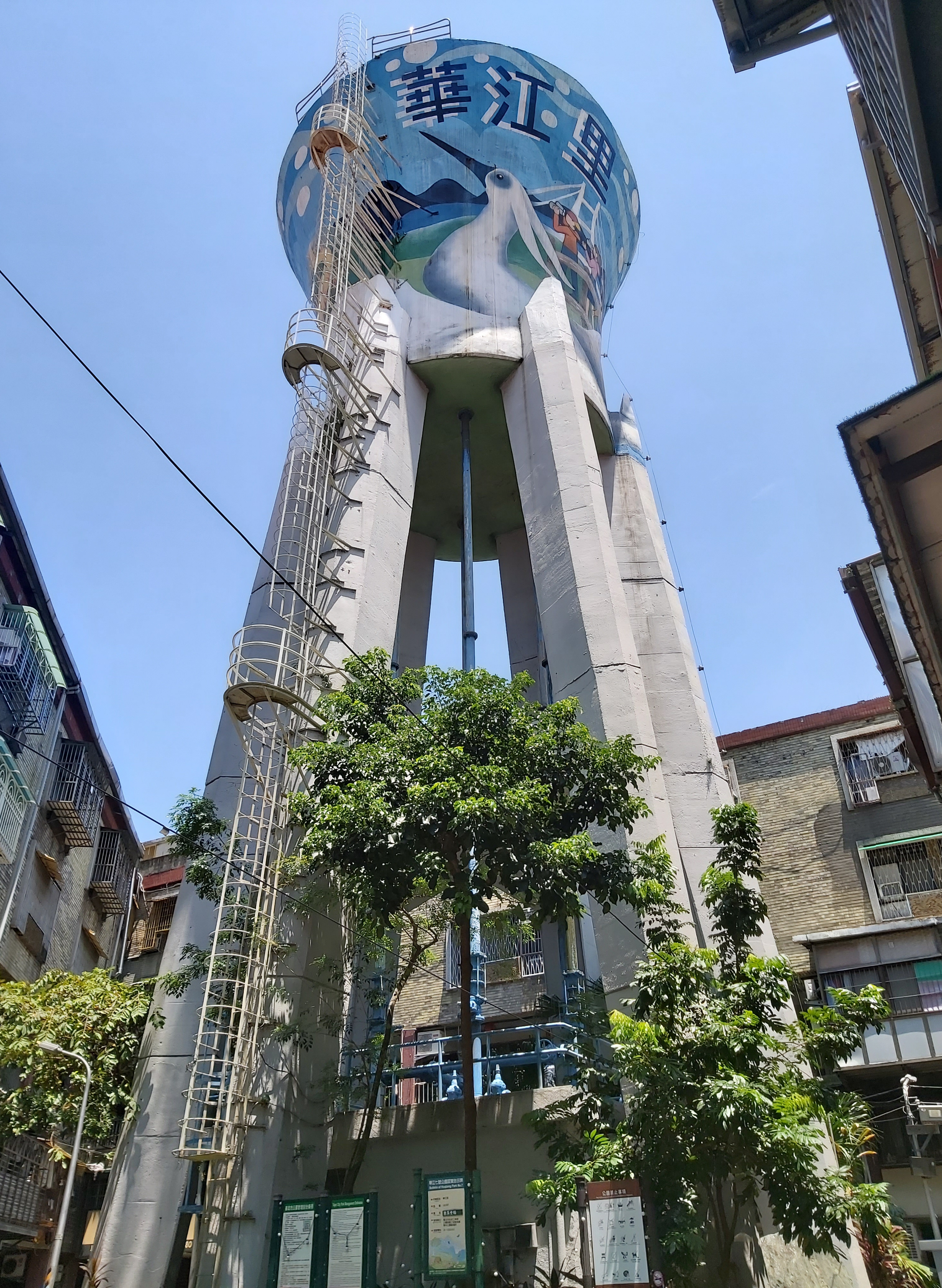
華江整宅社區水塔

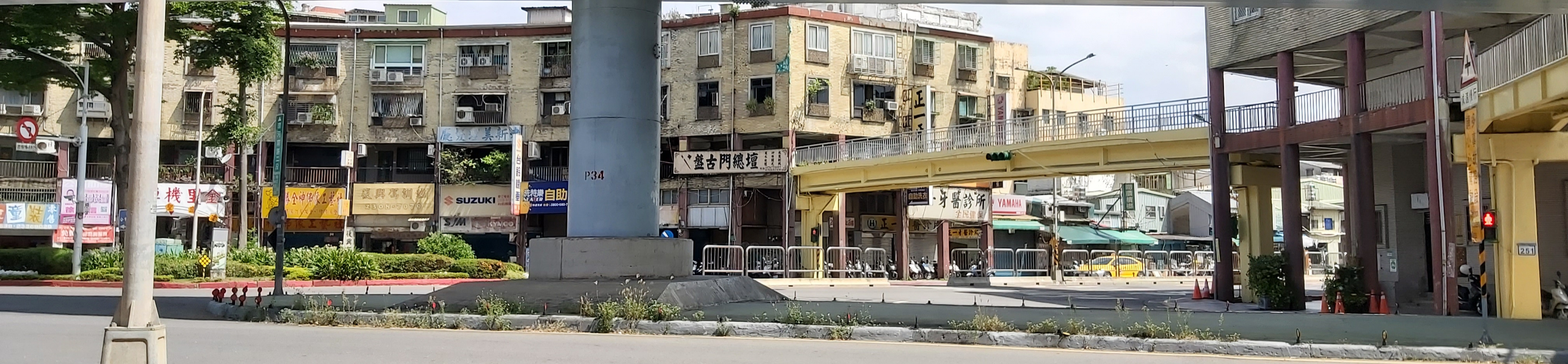
華江整建住宅圓環與天橋

華江整建住宅，簡稱華江整宅，為臺灣臺北市萬華區華江里的一處公寓住宅群，位於環河南路二段與和平西路三段交叉口、華江圓環四周，建於1970年代，此處是臺灣在二戰後第一處實施區段徵收與辦理都市更新重建之地區。華江整宅具有一樓挑高、圓環周邊以天橋連接之特色，為台灣目前少見的建築形式。

## 沿革
華江整宅所在地為台北市早期發展地區，因位於城市發展邊緣，在二戰後逐漸成為移民者的違章及自建棚屋聚集之處。在連接江子翠和萬華地區的華江橋於1968年完工後，此處因位於華江橋引道兩側，台北市政府為整頓此處的環境及交通，於1969年依《實施都市平均地權條例》，以土地區段徵收實施兩期的「華江地區都市更新案」，由政府將都更地區的土地徵收後重新規劃，在完成公共設施後再由原地主購回，此更新範圍面積12.7公頃，而華江整建住宅即為更新案之一處基地。華江地區都市更新以半自足之概念規劃，當時即規劃了多處國宅社區、社區公園、幼稚園、國小（華江國小）、派出所、加油站、變電所、市場、汙水處理廠（華江污水廠），屬當時先進之規劃。華江整宅位於圓環西南側的部分於1972年完工，於東南側的部分於1974完工。

## 特色

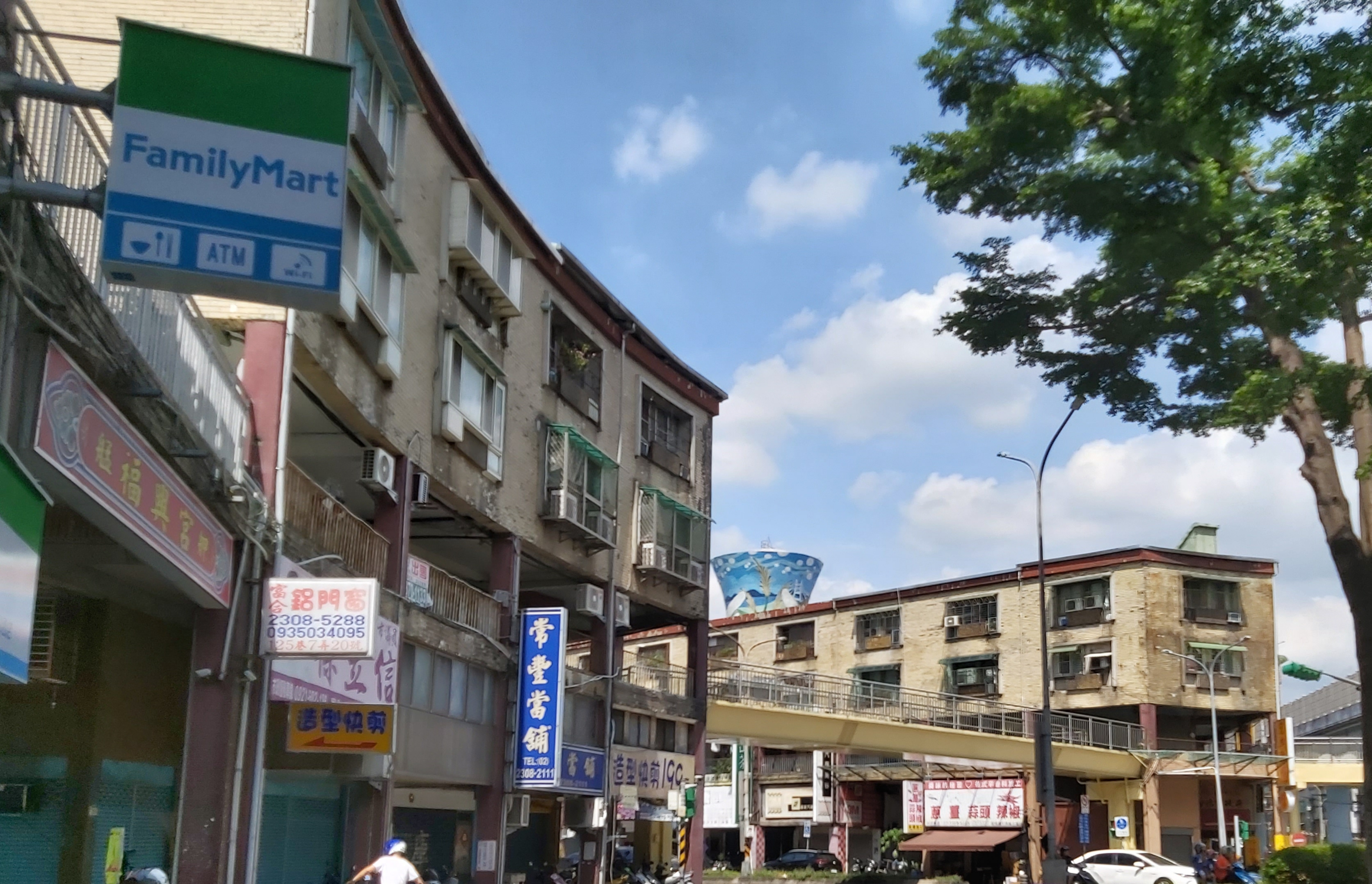
華江整建住宅社區

華江整建住宅是由沈祖海、陳其寬、黃寶瑜、高而潘、虞曰鎮、郭炳才等六位建築師設計，為鋼筋混凝土造的五層樓建築。華江整宅在設計當時將一、二樓規劃為商業使用，設有180攤的地下市場，一樓挑高，二樓皆有走廊連接，並將圓環周圍的的建築以四座天橋連結，其特殊的設計使華江整宅成為多個廣告、影劇取景的地點。